# Янктон (Южная Дакота)
Я́нктон — город и окружной центр округа Янктон в Южной Дакоте. Население 14 454 (перепись 2010 года). Янктон был столицей территории Дакота, название происходит от индейского племени Янктоны, входившего в племенной союз Сиу. Расположен на реке Миссури вниз по течению от озера Льюиса и Кларка и чуть выше места впадения в Миссури реки Джеймс-Ривер.

## История

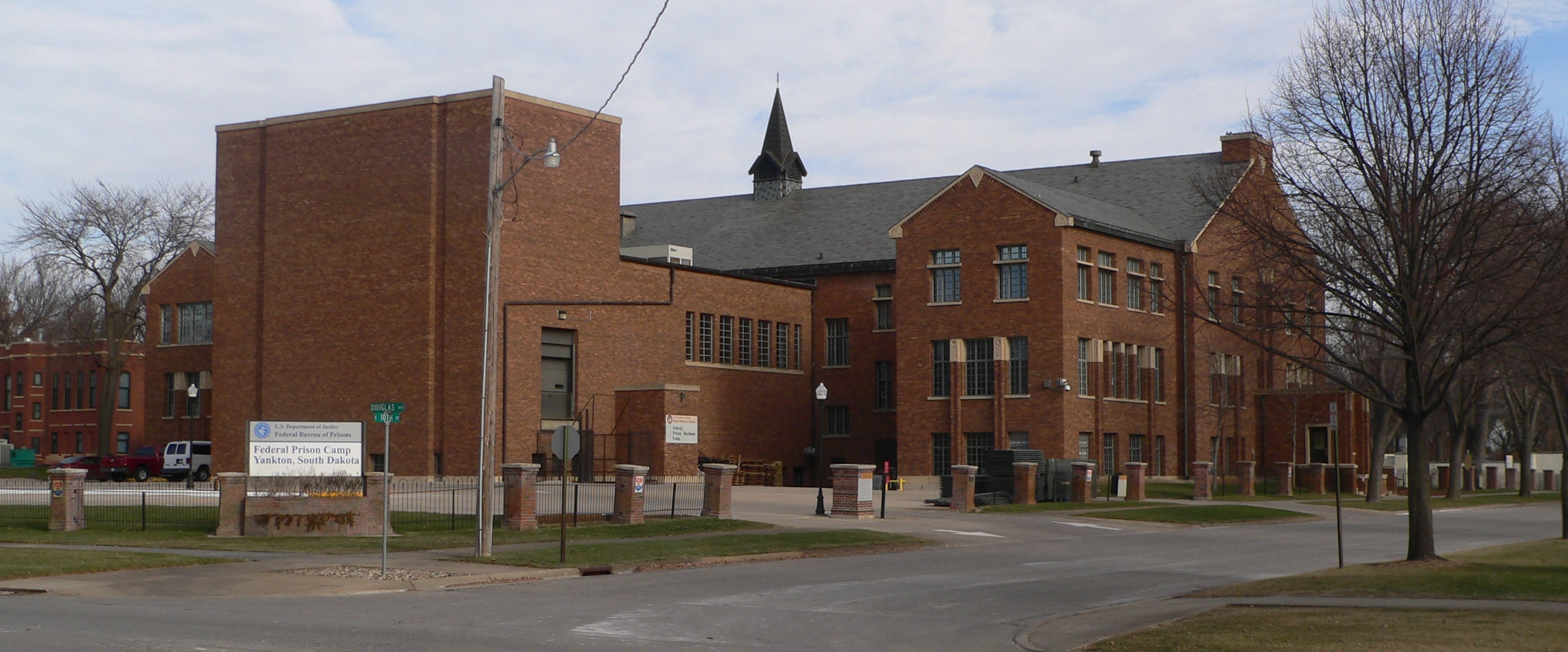
Федеральная тюрьма в Янктоне — бывший Колледж Янктон

Экспедиция Льюиса и Кларка побывала на месте будущего города в 1804 году, однако вплоть до 1859 года селиться здесь было нельзя по условиям договора с индейцами. Город был основан в месте, где ручей Рейн (во время Первой мировой войны переименованный в Марну) впадает в Миссури. Город начинался как пароходная станция, где идущие по Миссури пароходы могли пополнить запас чистой воды и припасов. Особенно быстро станция стала расти после открытия золота в Блэк-Хилс, когда поток пароходов резко возрос.
В 1861 году Фрэнсис Мэрион Зайбах перевез в Янктон оборудование для издания второй по тиражу газеты будущего штата Южная Дакота «Weekly Dakotan». С 1861 по 1883 год Янктон был столицей Территории Дакота. В 1881 году был основан Колледж Янктон, ставший первым колледжем Территории Дакота (просуществовал до 1984 года, когда был превращен в Федеральную тюрьму). В 1882 году здесь открылась психиатрическая больница «Human Services Center», в наши дни внесенная в Национальный реестр исторических мест США.

## Демография
Согласно переписи населения 2010 года, в Янктоне проживало 14 454 человека. В расовом плане 92,1 % — белые, 2,1 % — негры, 2,3 % — индейцы, 0,7 % — азиаты, 1,3 % — другие расы, 1,6 % — отнесли себя к двум и более расам. Доля латинос составила 3,4 %.

## Образование
В Янктоне имеются общественные школы, Католический Колледж Святого Сердца и Колледж Маунт Марти.

## Транспорт
Город обслуживается муниципальным аэропортом Чен Гарни. Через Янктон проходит 81-я магистраль, движение через реку Миссури проходит по мосту «Дискавери».

## Культура
День Речных Судов проводится в Янктоне ежегодно в третью полную неделю августа и привлекает около 130 000 человек. Кроме того, в Янктоне регулярно проводятся родео и турнир по гольфу.